# Count the Ways
Count the Ways er den danske singer-songwriter Jacob Dinesen debutalbum. Det udkom i 2015 på pladeselskabet REO. Det indeholdt singlerne "Dancing Devil" og "Will You Stay".

## Spor
1. "Ocean Bed"
2. "Tell You"
3. "Count The Ways"
4. "Get It Of My Back"
5. "Dancing Devil"
6. "Will You Stay"
7. "Forever Changed"
8. "Say Your Name"